# Pterophyllum leopoldi
Pterophyllum leopoldi – gatunek słodkowodnej ryby z rodziny pielęgnictowatych (Cichlidae). Potocznie nazywany żaglowcem Leopolda lub żaglowcem peruwiańskim.

## Występowanie
Zamieszkuje rzeki południa Ameryki: brazylijska, środkowa część amazońskiej zlewni rzek, po rzekę Rio Solimões, między Rio Manacapuru i miastem Santarém, oraz rzekę Rupununi i Essequibo w Gujanie. Szczególnie lubi przebywać w dobrze zarośniętych wysoką roślinnością spokojnych odcinkach brzegowych tych rzek.

## Opis
Ryba nazwana tak na cześć króla Belgii Leopolda III. To najmniej znany gatunek skalarów, często hodowanych ryb w akwariach. Dawniej określany jako Pterophyllum dumerilli.
Bardzo rzadko trafia do akwarium hobbystów. Trudno dostępna ryba często jest błędnie spostrzegana jako Pterophyllum scalare. Pterophyllum leopoldi ma bardziej poziomo wydłużone ciało niż Pterophyllum scalare.
Typową cechą Pterophyllum leopoldi jest duża plama za okiem i czarny kolor paska, który idzie przez oko ryby, nie rozciąga się wstecz jak u Pterophyllum scalare, ale idzie prosto przez głowę i łączy się w górze na innej stronie.
Brak charakterystycznego wcięcia konturu pomiędzy pyskiem a płetwą grzbietową, pod płetwą grzbietową występuje wyraźna okrągła czarna plama.
Cechy rozpoznawcze tego gatunku: 27-29 łusek wzdłuż linii bocznej.

## Hodowla i pielęgnacja
Akwarium 200 l pojemności wystarcza na małą grupę 6 do 8 sztuk. Wolna przestrzeń z możliwością odwrotu za roślinami lub drzewami korzeniowymi.
Ryba spokojna, towarzyska. W hodowli akwarystycznej potrafi dożyć 12-15 lat.
Czuła na wahania co do jakości wody, lecz z łatwością przystosowują się do warunków akwariowych i nie sprawiają kłopotów w hodowli.
Według atlasu Hans A. Baenscha gatunek ten dobrze czuje się w temperaturze 25-26 °C. Woda: pH 5,5-7,5; twardości wody 3-10°.
Wyżywienie podobne jak w przypadku żaglowca skalara. Pokarm żywy i suchy, Lubi okresową, częściową wymianę wody.

## Dymorfizm i rozmnażanie
Przy maksymalnej wysokości (ok. 12 cm) uwidacznia się dymorfizm płciowy. Samiec jest nieco większy od samiczki, czoło trochę silniej spłaszczone po zewnętrznej części sklepienia czaszki.
Para rodzicielska (dojrzała ok. 15 miesiąca) na tarło wybiera pionowe części roślin, korzeni, szerokie liście roślin, często sporo gęstych roślin pod powierzchnią wodną.
W akwarium rozradza się dość rzadko. Po raz pierwszy rozmnożone zostały dopiero w 1986 r.
Tarło udaje się raczej w miękkiej, lekko kwaśnej wodzie (pH około 6-6,2), temperatura potrzebna do rozmnażania Pterophyllum leopoldi 28-31 °C.
W czasie tarła samica składa kilkadziesiąt do stu kilkudziesięciu sztuk ikry, dużo mniej niż Pterophyllum scalare.
Rozwój ikry i narybku przebiega podobnie jak u pozostałych gatunków rodzaju Pterophyllum.